# عقد 1760
عقد 1760 هو عقد امتد بين 1 يناير 1760 و31 ديسمبر 1769 بحسب التقويم الميلادي. سبقه عقد 1750 ولحقه عقد 1770.

## أحداث
- عبور الزهرة (1761)
- معركة العرائش (1765)
- معركة بوكسار (1764)

## مواليد
- شارلوتا سيدستروم (1760)
- كامي ديمولان (1760)
- فريدريش ألبرخت كارل جرين (1760)
- كلود جوزيف روجيه دي ليزلي (1760)
- هاينريش بيك (1760)
- أكبر شاه الثاني (1760)
- جورج فرانز هوفمان (1760)
- ريتشارد ألن (1760)
- فرديناند باور (1760)
- أوليفر ولكت (1760)
- يوهان بيتر هيبل (1760)

## وفيات
- ألاونغبايا (1760)
- جورج كليفورد (1760)
- جورج ماتياس بوس (1761)
- نيكولاوس زايزندورف (1760)
- بعل شيم توف (1760)
- يعقوب بنيجنوس وينسلو (1760)
- آنا باش (1760)
- جوزيبي مونتي (1760)

## كتب
- Yves Denis Papin (1998). Chronologie de l'histoire ancienne. Lieu de publication non identifié: Éditions Jean-paul Gisserot. ISBN:2-87747-346-5. OCLC:40746926. مؤرشف من الأصل في 2022-03-16.
- موسوعة حضارة العالم (2002) لأحمد محمد عوف.

## روابط خارجية
- تصفح سنة بسنة عقد 1760 على موقع onthisday.com
- تصفح سنة بسنة عقد 1760 ابتداءً من سنة عقد 1760 على موقع المكتبة الوطنية الفرنسية